# ألمازنا
ألمازنا (بالأوكرانية: Алмазна)، (الروسية: Алмазная)، (بالإنجليزية: Almazna) هي مدينة في محافظة لوهانسك في أوكرانيا، يبلغ عدد سكانها حوالي 4,384 نسمة (إحصاء 1 يناير 2011).